# Hamodes lutea
Hamodes lutea là một loài bướm đêm trong họ Noctuidae.